# آخر فرصة (فلم)
آخر فرصة هو فيلم مصري عرض عام 1962، بطولة فريد شوقي ومحمود المليجي وليلى طاهر وشويكار، ومن إخراج نيازي مصطفى.

## قصة الفيلم
تدور أحداث الفيلم حول «سعيد» الذي يعمل في إحدى شركات التأمين، ويكون السبب في خسارتها، فيعطيه مدير الشركة فرصة أخيرة لكي يحقق للشركة بعض المكاسب ولكنه يفشل ويقرر الانتحار، وفي آخر لحظة تأتي سيدة غنية لكي تؤمن على حياة ابنها، فيحصل سيد على الأمل من جديد، ويحمي الطفل من كل المخاطر التي يمكن أن يتعرض لها، ويترقى ويتزوج زميلته التي يحبها.

## طاقم التمثيل
- فريد شوقي
- محمود المليجي
- ليلى طاهر
- شويكار
- فاخر فاخر
- محمود فرج
- محمد رضا
- علية فوزي
- حلمي حليم
- ناهد عزمي
- زين العشماوي
- صلاح المصري
- محسن حسنين
- عبد العظيم عبد الحق
- طارق كمال إسماعيل
- أحمد لوكسر
- جواهر

## فريق العمل
- إخراج: نيازي مصطفى
- قصة: فريد شوقي
- سيناريو: عبد الحي أديب
- حوار: بهجت قمر
- مدير التصوير: محمود نصر
- مونتاج: حسين عفيفي
- إنتاج: أفلام العهد الجديد (فريد شوقي- هدى سلطان)
- توزيع: دولار فيلم

## روابط خارجية
- آخر فرصة على موقع قاعدة بيانات الأفلام العربية